# Didogobius
Didogobius là một chi của Họ Cá bống trắng

## Các loài
Chi này hiện hành có các loài sau đây được ghi nhận:
- Didogobius amicuscaridis Schliewen & Kovačić, 2008
- Didogobius bentuvii P. J. Miller, 1966 (Ben-Tuvia's goby)
- Didogobius helenae Van Tassell & A. Kramer, 2014 (Helen's goby) [1]
- Didogobius kochi Van Tassell, 1988
- Didogobius schlieweni P. J. Miller, 1993
- Didogobius splechtnai Ahnelt & Patzner, 1995
- Didogobius wirtzi Schliewen & Kovačić, 2008